# 176-os busz (Budapest)
A budapesti 176-os jelzésű autóbusz a Kerepestarcsa Kórház és az Újszász utca között közlekedett körforgalomban. A járatot a Budapesti Közlekedési Vállalat üzemeltette.

## Története
1990. szeptember 1-jén a Kerepestarcsa Kórház és Újszász utca között közlekedő 176-os busz 176-os jelzéssel alapjárattá alakult át, ezáltal a vonal mentén lévő összes megállóhelyet érintette. 1991. szeptember 30-án megszűnt, a 92-es buszt pedig november 1-jén meghosszabbították a kórházig.

## Útvonala
| Újszász utca felé | Kerepestarcsa Kórház felé |
| --- | --- |
| Kerepestarcsa Kórház vá. – Szabadság útja – Budapest, Szabadföld út – Veres Péter út – Bökényföldi út – Újszász utca mh. | Újszász utca mh. – Újszász utca – Somkút utca – Vidám vásár utca – Kultúrház utca – Gazdaság út – Szabadföld út – Kerepestarcsa, Szabadság útja – Kerepestarcsa Kórház vá. |

## Megállóhelyei
| 0  | Kerepestarcsa Kórház végállomás |                            |
| 4  | Cinkotai köztemető              |                            |
| 6  | Ilonatelep, HÉV-állomás         | Gödöllői HÉV 92            |
| 8  | Műkő utca                       | 92                         |
| 10 | Vidám vásár utca                | 75, 92                     |
| 11 | Cinke utca                      | Gödöllői és csömöri HÉV 92 |
| 13 | Csinszka utca                   | Gödöllői és csömöri HÉV 92 |
| 14 | Bökényföldi út                  | 45, 76, 92                 |
| 15 | Hunyadvár utca                  | 45                         |
| 16 | Újszász utca                    | 45, 46, 76, 192            |
| 17 | Papír utca                      | 45, 46, 192                |
| 19 | Farkashalom utca                | 45, 46, 192                |
| 20 | Anilin utca                     | 45, 192                    |
| 21 | Cinke utca                      | 45, 192                    |
| 22 | Georgina utca                   | 45, 92, 192                |
| 24 | Jövendő utca                    | 45, 92                     |
| 25 | Rózsalevél utca                 | 45, 92                     |
| 26 | Cinkota, Szabadföld út          | Gödöllői HÉV 92            |
| 28 | Cinkotai köztemető              |                            |
| 29 | Ergonett                        |                            |
| 33 | Kerepestarcsa Kórház végállomás | Gödöllői HÉV               |